# Adonisea jaguarina
Adonisea jaguarina là một loài bướm đêm trong họ Noctuidae.